# Rally di Roma Capitale
Il Rally di Roma Capitale è una manifestazione rallistica che si disputa a Roma, la Capitale d'Italia, e per le prime due edizioni nella provincia reatina, mentre dal 2015 si articolerà nella provincia romana ed in provincia di Frosinone e sarà gara valevole per il Campionato Italiano Rally e per il campionato europeo.
Sono bastate due sole edizioni nel CIR Campionato Italiano Rally per essere promossa nel 2017 a tappa del FIA Campionato Europeo Rally (ERC).

## Storia
Per più di dieci anni, ma soltanto fino al 1996, la Capitale per volontà e opera di Romano Fazio, ideatore e deus ex machina del Rally di Roma, è stata il palcoscenico del Rally Internazionale di Roma, un Rally su asfalto tra i più impegnativi per piloti e macchine, e il più affascinante anche per la cornice mondana che lo circondava.
La prima edizione appare con l'etichetta di “Rally di Fiano Romano” ove emerge la presenza delle due più qualificate scuderie rallystiche dell'epoca: il Jolly Club e la Grifone.
Il vero e proprio antenato del Rally di Roma, è stato il Rally di Fiuggi: con la partenza dal Colosseo e il traguardo alle Terme di Bonifacio VIII; Il Rally abbracciava paesi come Cave, Capranica, Subiaco, Bellegra, Fiuggi e Arcinazzo, costituendo la spina dorsale negli anni successivi del vero e proprio Rally di Roma. Una Via Veneto notturna e scintillante sotto potenti riflettori ospitava il palco partenza prospiciente il Cafè de Paris: uno spettacolo nello spettacolo. Il 1985 segna un'importante svolta per la manifestazione, essa assume, infatti, la denominazione di competizione ad invito vinta dall'equipaggio Diana-Lucente su Opel Manta 400; nel 1986 la partecipazione vincente di Tabaton-Tedeschini su Lancia Delta S4, neocampione europeo. Gli anni 1987/88, segnano la prima doppietta nella storia del Rally di Roma ad opera dell'equipaggio Pigoli/ Roda. Il 1989 vede la partecipazione ufficiale della scuderia Jolly Club Campione Mondiale Rally con una Lancia Delta Integrale affidata al pilota romano Cristiano Cianfoni e sul podio, finalmente, nel 1989 un altro pilota romano Sandro Barchiesi in coppia con Parisi che si ripeteranno sette anni dopo nel 1996.
I primi anni 90 vedono le doppiette di Maneo e Caldarola entrambi “navigati” da Imperio. Tra i due s'inserisce la vittoria del '93 di Grossi-Amadori.

## Il Rally di Roma Capitale oggi
Dal 2013, con la direzione di Max Rendina, futuro campione del mondo produzione 2014, il Rally di Roma Capitale cambia organizzazione. La prima edizione è vinta dalla coppia De Dominicis/Chiarcossi, la seconda, nel 2014, da Di Cosimo/Papa. La terza edizione del 215 valevole per il CIR è vinta da Umberto Scandola e Guido D'Amore a bordo della SkodaFabia R5 (CIR). 
Madrina di eccezione è la soubrette Alessia Ventura. 
Protagonista dell'edizione 2016 sempre Umberto Scandola con Guido D'Amore sopra la collaudata Skoda Fabia R5.
Nel 2017, la gara viene inserita nel calendario del CAmpionato Europeo Rally. Per la prima volta viene trasmessa in diretta su Eurosport, marchio del Gruppo Discovery Channel. Vince Bryan Bouffier affiancato da Xavier Panseri a bordo della Ford Fiesta R5, mentre nel CIR primeggia Simone CAmpedelli.
Nel 2018 il Rally di Roma Capitale parte da CAstel Sant'Angelo. Novità dell'edizione è la prova spettacolo di Ostia che ha luogo presso il Pontile, nel centro storico della località marittima.
Il Comune di Roma, con una nota ufficiale, conferisce il carattere di manifestazione di interesse pubblico all'evento.
L'edizione è vinta dai russi Alexey Lukyanuk e Alexey Arnautov su Ford Fiesta R5. Nello stesso anno, la manifestazione si aggiudica il Casco d'Oro di Italia come miglior organizzazione dalla rivista Autosprint.
Angelo Sticchi Damiani, Presidente di Automobile Club d'Italia, la definisce “la gara più bella d'Italia”.

## Albo d'oro
| Stagione | Evento                                     | Pilota                                   | Auto                   | Validità |
| -------- | ------------------------------------------ | ---------------------------------------- | ---------------------- | -------- |
| 2013     | 1° Rally di Roma Capitale                  | Alfredo De Dominicis – Matteo Chiarcossi | Ford Focus RS WRC '08  | -        |
| 2014     | 2° Rally di Roma Capitale                  | Tonino Di Cosimo – Mario Papa            | Ford Focus RS WRC '07  | -        |
| 2015     | 3° Rally di Roma Capitale - Internazionale | Tonino Di Cosimo - Mario Papa            | Ford Focus RS WRC '07  | -        |
| 2015     | 3° Rally di Roma Capitale                  | Umberto Scandola – Guido D'Amore         | Škoda Fabia R5         | CIR      |
| 2016     | 4° Rally di Roma Capitale                  | Umberto Scandola – Guido D'Amore         | Škoda Fabia R5         | CIR      |
| 2017     | 5° Rally di Roma Capitale - CIR            | Simone Campedelli - Pietro Elia Ometto   | Ford Fiesta R5         | CIR      |
| 2017     | 5° Rally di Roma Capitale                  | Bryan Bouffier – Xavier Pansieri         | Ford Fiesta R5         | ERC      |
| 2018     | 6° Rally di Roma Capitale                  | Alexey Lukianuk - Alexey Arnautov        | Ford Fiesta R5         | ERC      |
| 2019     | 7° Rally di Roma Capitale                  | Giandomenico Basso - Lorenzo Granai      | Škoda Fabia R5         | ERC      |
| 2020     | 8° Rally di Roma Capitale                  | Alexey Lukianuk - Dmitriy Eremeev        | Citroën C3 R5          | ERC      |
| 2021     | 9° Rally di Roma Capitale                  | Giandomenico Basso - Lorenzo Granai      | Škoda Fabia Rally2 Evo | ERC      |
| 2022     | 10° Rally di Roma Capitale                 | Damiano De Tommaso - Giorgia Ascalone    | Škoda Fabia Rally2 Evo | ERC      |
| 2023     | 11° Rally di Roma Capitale                 | Andrea Crugnola - Pietro Elia Ometto     | Citroën C3 Rally2      | ERC      |
| 2024     | 12° Rally di Roma Capitale                 | Andrea Crugnola - Pietro Elia Ometto     | Citroën C3 Rally2      | ERC      |
| 2025     | 13° Rally di Roma Capitale                 | Giandomenico Basso - Lorenzo Granai      | Škoda Fabia RS Rally2  | ERC      |